# Copa del Generalísimo 1970/71
Die Copa del Generalísimo 1970/71 war die 67. Austragung des spanischen Fußballpokalwettbewerbes, der heute unter dem Namen Copa del Rey stattfindet.
Der Wettbewerb startete am 14. Oktober 1970 und endete mit dem Finale am 4. Juli 1971 im Estadio Santiago Bernabéu in Madrid. Anstatt Entscheidungsspiele auszutragen, wurde in dieser Pokalsaison bei gleicher Anzahl an geschossenen Toren nach Hin- und Rückspiel erstmals die Auswärtstorregel angewandt bzw. ein Elfmeterschießen ausgetragen. Titelverteidiger des Pokalwettbewerbes war Real Madrid. Den Titel gewann der CF Barcelona durch einen 4:3-Erfolg nach Verlängerung im Finale gegen den FC Valencia. Damit qualifizierten sich die Katalanen für den Europapokal der Pokalsieger 1971/72.

## Erste Runde
Die Hinspiele wurden zwischen am 14., 15., 20. und 21. Oktober, die Rückspiele am 27., 28. und 29. Oktober sowie am 4. November 1970 ausgetragen.
|                       | Gesamt        |                           | Hinspiel | Rückspiel |
| --------------------- | ------------- | ------------------------- | -------- | --------- |
| SD Ibiza              | 1:3           | CD Cartagena              | 1:0      | 0:3       |
| UD Español            | 2:7           | FC Terrassa               | 1:3      | 1:4       |
| AD Plus Ultra         | 2:3           | CD Ourense                | 1:1      | 1:2       |
| Mérida Industrial CF  | 3:1           | CD Carabanchel            | 1:0      | 2:1       |
| Paiporta CF           | 0:1           | Deportivo Xerez           | 0:1      | 0:0       |
| Triana Balompié       | 1:3           | Teneriffa Atlético        | 1:2      | 0:1       |
| RC Portuense          | 2:5           | CF Gandía                 | 2:1      | 0:4       |
| Imperial CF           | (a)2:2(a)     | Gimnástico de Tarragona   | 1:0      | 1:2       |
| CD Atlético Baleares  | 0:1           | Real Murcia               | 0:0      | 0:1       |
| CD Ilicitano          | (a)3:3(a)     | UD Poblense               | 3:1      | 0:2       |
| CD Mestalla           | 2:1           | Melilla CF                | 2:0      | 0:1       |
| CD Acero              | 3:5           | Sevilla Atlético          | 2:1      | 1:4       |
| CD Alcoyano           | 1:4           | Recreativo Huelva         | 1:2      | 0:2       |
| CA Malagueño          | 0:3           | Algemesí CF               | 0:0      | 0:3       |
| CD Valdepeñas         | 3:2           | CD Tortosa                | 2:1      | 1:1       |
| Real Linense          | 1:2           | CD Badajoz                | 0:0      | 1:2       |
| Atlético Ceuta        | 7:5           | Levante UD                | 5:2      | 2:3       |
| CD Lugo               | 0:3           | UD Salamanca              | 0:2      | 0:1       |
| Real Valladolid       | 8:3           | SD Ponferradina           | 7:1      | 1:2       |
| La Bañeza CF          | 3:7           | FC Palencia               | 2:2      | 1:5       |
| SD Eibar              | 0:2           | Cultural Leonesa          | 0:0      | 0:2       |
| SD Vetusta            | 2:2 4:5 i. E. | CD Mirandés               | 1:1      | 1:1       |
| CA Osasuna            | (a)1:1(a)     | Real Avilés               | 0:0      | 1:1       |
| CD Talavera           | 3:1           | Caudal Deportivo          | 3:0      | 0:1       |
| CD Ensidesa           | 2:3           | Real Madrid Aficionados   | 1:1      | 1:2       |
| Sestao SC             | 5:4           | FC Badalona               | 4:1      | 1:3       |
| CD Mataró             | 3:5           | SD Huesca                 | 2:1      | 1:4       |
| CD Tudelano           | 0:3           | Gimnástica de Torrelavega | 0:1      | 0:2       |
| CF Calella            | 3:1           | San Sebastián CF          | 1:0      | 2:1       |
| SDC Michelín          | 4:1           | CD Europa                 | 2:0      | 2:1       |
| CF Barcelona Atlético | 1:4           | Bilbao Atlético           | 1:4      | 0:0       |
| Real Unión Irún       | 3:2           | CD Júpiter                | 2:0      | 1:2       |
| FC Girona             | 2:2 4:5 i. E. | FC Barakaldo              | 1:1      | 1:1       |

- Real Jaén erhielt ein Freilos.

## Zweite Runde
Die Hinspiele wurden am 18. November, die Rückspiele am 8., 9. und 10. Dezember 1970 ausgetragen.
|                           | Gesamt    |                         | Hinspiel | Rückspiel |
| ------------------------- | --------- | ----------------------- | -------- | --------- |
| FC Barakaldo              | 3:0       | UD Poblense             | 2:0      | 1:0       |
| Gimnástica de Torrelavega | (a)3:3(a) | Imperial CF             | 3:1      | 0:2       |
| FC Palencia               | 2:5       | Real Unión Irún         | 1:1      | 1:4       |
| SD Huesca                 | 0:3       | Mérida Industrial CF    | 0:0      | 0:3       |
| Atlético Ceuta            | 2:6       | CD Mestalla             | 2:2      | 0:4       |
| Recreativo Huelva         | 3:4       | FC Terrassa             | 1:0      | 2:4       |
| CD Talavera               | 0:4       | Real Valladolid         | 0:0      | 0:4       |
| CD Ourense                | 3:0       | Algemesí CF             | 2:0      | 1:0       |
| Sevilla Atlético          | 4:5       | CD Mirandés             | 3:1      | 1:4       |
| Deportivo Xerez           | 3:1       | Sestao SC               | 1:0      | 2:1       |
| CF Gandía                 | 3:2       | Real Madrid Aficionados | 3:0      | 0:2       |
| CD Valdepeñas             | 0:4       | CF Calella              | 0:2      | 0:2       |
| CD Cartagena              | 3:1       | CD Badajoz              | 2:0      | 1:1       |
| Bilbao Atlético           | 4:2       | Real Jaén               | 2:2      | 2:0       |

- Freilose: Real Murcia, SDC Michelín, UD Salamanca, CA Osasuna, Cultural Leonesa und Teneriffa Atlético.

## Dritte Runde
Die Hinspiele wurden am 6. Januar, die Rückspiele am 13. und 20. Januar 1971 ausgetragen.
|                     | Gesamt    |                      | Hinspiel | Rückspiel |
| ------------------- | --------- | -------------------- | -------- | --------- |
| Betis Sevilla       | 3:1       | Real Unión Irún      | 3:0      | 0:1       |
| Bilbao Atlético     | 1:3       | Club Ferrol          | 0:1      | 1:2       |
| FC Burgos           | 2:3       | Teneriffa Atlético   | 2:0      | 0:3       |
| FC Cádiz            | 0:2       | CA Osasuna           | 0:1      | 0:1       |
| Calvo Sotelo CF     | 3:2       | Deportivo Xerez      | 2:1      | 1:1       |
| CD Cartagena        | (a)2:2(a) | Rayo Vallecano       | 2:1      | 0:1       |
| FC Córdoba          | 1:2       | CF Calella           | 1:0      | 0:2       |
| Deportivo La Coruña | 4:2       | UD Salamanca         | 4:0      | 0:2       |
| CF Gandía           | 0:3       | Hércules Alicante    | 0:1      | 0:2       |
| Imperial CF         | 0:2       | UP Langreo           | 0:0      | 0:2       |
| CD Logroñés         | 5:3       | CD Mirandés          | 4:2      | 1:1       |
| RCD Mallorca        | 2:1       | Real Murcia          | 1:1      | 1:0       |
| CD Mestalla         | 3:5       | CD San Andrés        | 2:1      | 1:4       |
| SDC Michelín        | 1:3       | Real Oviedo          | 1:2      | 0:1       |
| CD Colonia Moscardó | 1:2       | Cultural Leonesa     | 1:0      | 0:2       |
| CD Ourense          | (a)2:2(a) | FC Pontevedra        | 1:2      | 1:0       |
| Real Santander      | 0:3       | FC Barakaldo         | 0:2      | 0:1       |
| FC Terrassa         | 0:3       | CD Castellón         | 0:0      | 0:3       |
| Real Valladolid     | 1:3       | Ontinyent CF         | 1:1      | 0:2       |
| FC Villarreal       | 5:1       | Mérida Industrial CF | 5:0      | 0:1       |

## Vierte Runde
Die Hinspiele wurden am 3. Februar, die Rückspiele am 24. Februar 1971 ausgetragen.
|                 | Gesamt |                   | Hinspiel | Rückspiel |
| --------------- | ------ | ----------------- | -------- | --------- |
| FC Barakaldo    | 4:2    | Hércules Alicante | 4:0      | 0:2       |
| CF Calella      | 4:2    | Cultural Leonesa  | 4:0      | 0:2       |
| Calvo Sotelo CF | 0:5    | CD San Andrés     | 0:0      | 0:5       |
| Rayo Vallecano  | 4:2    | Ontinyent CF      | 2:0      | 2:2       |

- Freilose: Betis Sevilla, Club Ferrol, Teneriffa Atlético, CA Osasuna, Deportivo La Coruña, UP Langreo, CD Logroñés, RCD Mallorca, Real Oviedo, FC Pontevedra, CD Castellón und FC Villarreal.

## Runde der letzten 32
Die Hinspiele wurden am 24. und 25. April, die Rückspiele am 30. April sowie am 1. und 2. Mai 1971 ausgetragen.
|                | Gesamt        |                     | Hinspiel | Rückspiel |
| -------------- | ------------- | ------------------- | -------- | --------- |
| FC Barakaldo   | 2:5           | Real Saragossa      | 0:2      | 2:3       |
| Betis Sevilla  | 0:0 4:1 i. E. | RCD Español         | 0:0      | 0:0       |
| CD Castellón   | 0:2           | Celta Vigo          | 0:2      | 0:0       |
| FC Elche       | 4:2           | CF Calella          | 4:1      | 0:1       |
| Club Ferrol    | 1:4           | Atlético Bilbao     | 1:3      | 0:1       |
| FC Granada     | 3:1           | UP Langreo          | 3:1      | 0:0       |
| UD Las Palmas  | 4:0           | Teneriffa Atlético  | 2:0      | 2:0       |
| Real Madrid    | (a)1:1(a)     | Deportivo La Coruña | 1:1      | 0:0       |
| RCD Mallorca   | 4:6           | FC Valencia         | 1:1      | 3:5       |
| Real Oviedo    | 0:4           | Atlético Madrid     | 0:0      | 0:4       |
| FC Pontevedra  | 1:2           | FC Sevilla          | 0:0      | 1:2       |
| Real Sociedad  | 1:0           | CA Osasuna          | 1:0      | 0:0       |
| CD Sabadell    | 1:2           | CD Logroñés         | 1:0      | 0:2       |
| CD San Andrés  | 3:2           | Real Gijón          | 2:1      | 1:1       |
| Rayo Vallecano | 1:3           | CD Málaga           | 0:0      | 1:3       |
| FC Villarreal  | 1:2           | CF Barcelona        | 1:0      | 0:2       |

## Achtelfinale
Die Hinspiele wurden am 15., 16., 19. und 20. Mai, die Rückspiele am 22., 23. und 26. Mai sowie am 3. Juni 1971 ausgetragen.
|                     | Gesamt |                 | Hinspiel | Rückspiel |
| ------------------- | ------ | --------------- | -------- | --------- |
| Atlético Bilbao     | 1:3    | CF Barcelona    | 1:0      | 0:3       |
| Deportivo La Coruña | 2:0    | Celta Vigo      | 0:0      | 2:0       |
| FC Granada          | 3:4    | FC Sevilla      | 1:1      | 2:3       |
| CD Logroñés         | 1:3    | Atlético Madrid | 0:2      | 1:1       |
| CD Málaga           | 3:0    | UD Las Palmas   | 2:0      | 1:0       |
| CD San Andrés       | 2:1    | FC Elche        | 2:1      | 0:0       |
| FC Valencia         | 4:0    | Betis Sevilla   | 0:0      | 4:0       |
| Real Saragossa      | 0:1    | Real Sociedad   | 0:1      | 0:0       |

## Viertelfinale
Die Hinspiele wurden am 5., 6. und 9. Juni, die Rückspiele am 13. Juni 1971 ausgetragen.
|               | Gesamt |                     | Hinspiel | Rückspiel |
| ------------- | ------ | ------------------- | -------- | --------- |
| CF Barcelona  | 4:0    | Deportivo La Coruña | 4:0      | 0:0       |
| CD Málaga     | 1:4    | FC Valencia         | 0:1      | 1:3       |
| Real Sociedad | 3:6    | Atlético Madrid     | 3:2      | 0:4       |
| FC Sevilla    | 2:1    | CD San Andrés       | 2:0      | 0:1       |

## Halbfinale
Die Hinspiele wurden am 19. und 20. Juni, die Rückspiele am 26. Juni 1971 ausgetragen.
|                 | Gesamt |              | Hinspiel | Rückspiel |
| --------------- | ------ | ------------ | -------- | --------- |
| Atlético Madrid | 1:2    | CF Barcelona | 0:1      | 1:1       |
| FC Valencia     | 4:0    | FC Sevilla   | 2:0      | 2:0       |

## Finale
| CF Barcelona                                       | CF Barcelona | FC Valencia | FC Valencia |
| -------------------------------------------------- | --- | --- | ----------- |
| CF Barcelona                                       | \| 4. Juli 1971 in Madrid (Estadio Santiago Bernabéu) \| \| Ergebnis: 4:3 n. V. (2:2, 0:1) \| \| Zuschauer: 100.000 \| \| Schiedsrichter: Juan María Sáiz Elizondo \|                                                                                        | \| 4. Juli 1971 in Madrid (Estadio Santiago Bernabéu) \| \| Ergebnis: 4:3 n. V. (2:2, 0:1) \| \| Zuschauer: 100.000 \| \| Schiedsrichter: Juan María Sáiz Elizondo \| | FC Valencia |
| CF Barcelona                                       | Miguel Reina – Joaquim Rifé , Gallego, Eladio Silvestre – Antoni Torres, Quique Costas – Carles Rexach, Marcial Pina (31. Josep Fusté), Teófilo Dueñas (65. Ramón Alfonseda), Pedro María Zabalza, Juan Manuel Asensi Cheftrainer: Vic Buckingham ( England) | Abelardo González – Fernando Barrachina, Juan Cruz Sol, Jesús Martínez – Francisco Vidagany, Claramunt I – Sergio Manzanera (78. José Vicente Forment), Poli, Fernando Ansola (78. Claramunt II), Paquito I, Óscar Valdez Cheftrainer: Alfredo Di Stéfano ( Argentinien) | FC Valencia |
| CF Barcelona                                       | 1:2 Josep Fusté (51.) 2:2 Pedro María Zabalza (71.) 3:2 Pedro María Zabalza (100.) 4:3 Ramón Alfonseda (113.) | 0:1 Claramunt I (21., FE) 0:2 Paquito I (48.) 3:3 Óscar Valdez (102.) | FC Valencia |
| CF Barcelona                                       | Juan Cruz Sol (72.) | | FC Valencia |
| 4. Juli 1971 in Madrid (Estadio Santiago Bernabéu) | | |             |
| Ergebnis: 4:3 n. V. (2:2, 0:1)                     | | |             |
| Zuschauer: 100.000                                 | | |             |
| Schiedsrichter: Juan María Sáiz Elizondo           | | |             |